# Династия Крума
Династия Крума — династия болгарских ханов, правивших в Первом Болгарском царстве с 802 по 991 годы. Пиком правления династии стал «Золотой век» царя Симеона.

## История
Многими исследователями хан Крум считается основателем новой династии. Однако есть точка зрения, что Крум был потомком булгарского хана Кубера, брата Аспаруха, и тем самым он происходил из династии Дуло.
Существует проблема счёта начала правления хана Крума, обычно начинают с 802 или 803 годов. Но некоторые историки предполагают, что хан Крум начал править с конца VIII века, то есть правление хана Кардама завершилось в 796 году. За время правления хана Крума была расширена территория за счёт Аварского каганата, успешно воевал с Византией и разбил в 811 году войска императора Никифора I. Провёл централизацию и ликвидировал племенное самоуправление.
Хану Круму наследовал Омуртаг. Он занимался строительством, в том числе в болгарской столице Плиска. Заключил мирный договор с императором Львом V, после войны с ним, а со следующим императором Михаилом II был в союзнических отношениях. Воевал с франками во главе с Людовиком I Благочестивым. Были гонения на христиан. У хана Омуртага было три сына: Енравота, Звиница и Маламир. Правителем Болгарии после Омуртага стал младший сын Маламир. Однако после смерти последнего ханом стал сын Звиницы — Пресиан. В его правление были приращены к Болгарии македонские и албанские территории.
Сын Пресиана Борис I в 865 году ввёл в Болгарии христианство. Отдал власть своему старшему сыну Владимиру Расате, который попытался вернуть язычество. Был лишён власти и ослеплён своим отцом. После этого правителем стал младший сын Бориса Симеон I, основатель независимой болгарской церкви, культурный меценат. При сыне Симеона Петре I проявился внутренний кризис, происходят восстания, появляется богомильство. Последними правителями из династии Крума были сыновья Петра: Борис II и Роман. Последний из них в 991 году попал в византийское заключение, где и умер в 997 году.

## Правители Болгарии из Династии Крума
1. Крум, хан в 802—814
2. Омуртаг, хан в 814—831
3. Маламир, хан в 831—836
4. Пресиан I, хан в 836—852
5. Борис I, хан в 852—864, князь в 864—889
6. Владимир Расате, князь в 889—893
7. Симеон I, князь в 893—919, царь в 919—927
8. Пётр I, царь в 927—969
9. Борис II, царь в 969—977
10. Роман, царь в 977—991